# Skilanglauf-Marathon-Cup 2008/09
Der Skilanglauf-Marathon-Cup 2008/09 war eine vom Weltskiverband FIS ausgetragene Wettkampfserie im Skilanglauf, die am 14. Dezember 2008 mit dem La Sgambeda begann und am 21. März 2009 mit dem Birkebeinerrennet endete. Die Wettbewerbe wurden im Rahmen der Euroloppet-Serie bzw. Worldloppet-Serie veranstaltet. Die Gesamtwertung bei den Männern gewann Marco Cattaneo. Bei den Frauen wurde Jenny Hansson in der Gesamtwertung erste.

## Männer

### Resultate
| 1. Skilanglauf-Marathon-Cup in Livigno – La Sgambeda | 1. Skilanglauf-Marathon-Cup in Livigno – La Sgambeda | 1. Skilanglauf-Marathon-Cup in Livigno – La Sgambeda | 1. Skilanglauf-Marathon-Cup in Livigno – La Sgambeda | 1. Skilanglauf-Marathon-Cup in Livigno – La Sgambeda |
| ---------------------------------------------------- | ---------------------------------------------------- | ---------------------------------------------------- | ---------------------------------------------------- | ---------------------------------------------------- |
| Datum                                                | Disziplin                                            | Erster Platz                                         | Zweiter Platz                                        | Dritter Platz                                        |
| 14. Dezember 2008                                    | 42 km Freistil Massenstart                           | Marco Cattaneo                                       | Fabio Santus                                         | Tullio Grandelis                                     |

| 2. Skilanglauf-Marathon-Cup in Liberec – Isergebirgslauf | 2. Skilanglauf-Marathon-Cup in Liberec – Isergebirgslauf | 2. Skilanglauf-Marathon-Cup in Liberec – Isergebirgslauf | 2. Skilanglauf-Marathon-Cup in Liberec – Isergebirgslauf | 2. Skilanglauf-Marathon-Cup in Liberec – Isergebirgslauf |
| -------------------------------------------------------- | -------------------------------------------------------- | -------------------------------------------------------- | -------------------------------------------------------- | -------------------------------------------------------- |
| Datum                                                    | Disziplin                                                | Erster Platz                                             | Zweiter Platz                                            | Dritter Platz                                            |
| 11. Januar 2009                                          | 50 km klassisch Massenstart                              | Marco Cattaneo                                           | Jerry Ahrlin                                             | Stanislav Řezáč                                          |

| 3. Skilanglauf-Marathon-Cup in Lienz – Dolomitenlauf | 3. Skilanglauf-Marathon-Cup in Lienz – Dolomitenlauf | 3. Skilanglauf-Marathon-Cup in Lienz – Dolomitenlauf | 3. Skilanglauf-Marathon-Cup in Lienz – Dolomitenlauf | 3. Skilanglauf-Marathon-Cup in Lienz – Dolomitenlauf |
| ---------------------------------------------------- | ---------------------------------------------------- | ---------------------------------------------------- | ---------------------------------------------------- | ---------------------------------------------------- |
| Datum                                                | Disziplin                                            | Erster Platz                                         | Zweiter Platz                                        | Dritter Platz                                        |
| 18. Januar 2009                                      | 60 km Freistil Massenstart                           | Teemu Kattilakoski                                   | Christian Hoffmann                                   | Thomas Freimuth                                      |

| 4. Skilanglauf-Marathon-Cup im Val di Fiemme und Val di Fassa – Marcialonga | 4. Skilanglauf-Marathon-Cup im Val di Fiemme und Val di Fassa – Marcialonga | 4. Skilanglauf-Marathon-Cup im Val di Fiemme und Val di Fassa – Marcialonga | 4. Skilanglauf-Marathon-Cup im Val di Fiemme und Val di Fassa – Marcialonga | 4. Skilanglauf-Marathon-Cup im Val di Fiemme und Val di Fassa – Marcialonga |
| --------------------------------------------------------------------------- | --------------------------------------------------------------------------- | --------------------------------------------------------------------------- | --------------------------------------------------------------------------- | --------------------------------------------------------------------------- |
| Datum                                                                       | Disziplin                                                                   | Erster Platz                                                                | Zweiter Platz                                                               | Dritter Platz                                                               |
| 25. Januar 2009                                                             | 70 km klassisch Massenstart                                                 | Jerry Ahrlin                                                                | Jörgen Aukland                                                              | Daniel Tynell                                                               |

| 5. Skilanglauf-Marathon-Cup in Oberammergau – König-Ludwig-Lauf | 5. Skilanglauf-Marathon-Cup in Oberammergau – König-Ludwig-Lauf | 5. Skilanglauf-Marathon-Cup in Oberammergau – König-Ludwig-Lauf | 5. Skilanglauf-Marathon-Cup in Oberammergau – König-Ludwig-Lauf | 5. Skilanglauf-Marathon-Cup in Oberammergau – König-Ludwig-Lauf |
| --------------------------------------------------------------- | --------------------------------------------------------------- | --------------------------------------------------------------- | --------------------------------------------------------------- | --------------------------------------------------------------- |
| Datum                                                           | Disziplin                                                       | Erster Platz                                                    | Zweiter Platz                                                   | Dritter Platz                                                   |
| 1. Februar 2009                                                 | 50 km klassisch Massenstart                                     | Stanislav Řezáč                                                 | Jerry Ahrlin                                                    | Marco Cattaneo                                                  |

| 6. Skilanglauf-Marathon-Cup in Mouthe – Transjurassienne | 6. Skilanglauf-Marathon-Cup in Mouthe – Transjurassienne | 6. Skilanglauf-Marathon-Cup in Mouthe – Transjurassienne | 6. Skilanglauf-Marathon-Cup in Mouthe – Transjurassienne | 6. Skilanglauf-Marathon-Cup in Mouthe – Transjurassienne |
| -------------------------------------------------------- | -------------------------------------------------------- | -------------------------------------------------------- | -------------------------------------------------------- | -------------------------------------------------------- |
| Datum                                                    | Disziplin                                                | Erster Platz                                             | Zweiter Platz                                            | Dritter Platz                                            |
| 8. Februar 2009                                          | 76 km Freistil Massenstart                               | Aliaksei Ivanou                                          | Tullio Grandelis                                         | Marco Cattaneo                                           |

| 7. Skilanglauf-Marathon-Cup in Otepää – Tartu Maraton | 7. Skilanglauf-Marathon-Cup in Otepää – Tartu Maraton | 7. Skilanglauf-Marathon-Cup in Otepää – Tartu Maraton | 7. Skilanglauf-Marathon-Cup in Otepää – Tartu Maraton | 7. Skilanglauf-Marathon-Cup in Otepää – Tartu Maraton |
| ----------------------------------------------------- | ----------------------------------------------------- | ----------------------------------------------------- | ----------------------------------------------------- | ----------------------------------------------------- |
| Datum                                                 | Disziplin                                             | Erster Platz                                          | Zweiter Platz                                         | Dritter Platz                                         |
| 15. Februar 2009                                      | 63 km klassisch Massenstart                           | Anders Aukland                                        | Jörgen Aukland                                        | Jerry Ahrlin                                          |

| 8. Skilanglauf-Marathon-Cup in Sälen – Wasalauf | 8. Skilanglauf-Marathon-Cup in Sälen – Wasalauf | 8. Skilanglauf-Marathon-Cup in Sälen – Wasalauf | 8. Skilanglauf-Marathon-Cup in Sälen – Wasalauf | 8. Skilanglauf-Marathon-Cup in Sälen – Wasalauf |
| ----------------------------------------------- | ----------------------------------------------- | ----------------------------------------------- | ----------------------------------------------- | ----------------------------------------------- |
| Datum                                           | Disziplin                                       | Erster Platz                                    | Zweiter Platz                                   | Dritter Platz                                   |
| 1. März 2009                                    | 90 km klassisch Massenstart                     | Daniel Tynell                                   | Oskar Svärd                                     | Stanislav Řezáč                                 |

| 9. Skilanglauf-Marathon-Cup in Samedan – Engadin Skimarathon | 9. Skilanglauf-Marathon-Cup in Samedan – Engadin Skimarathon | 9. Skilanglauf-Marathon-Cup in Samedan – Engadin Skimarathon | 9. Skilanglauf-Marathon-Cup in Samedan – Engadin Skimarathon | 9. Skilanglauf-Marathon-Cup in Samedan – Engadin Skimarathon |
| ------------------------------------------------------------ | ------------------------------------------------------------ | ------------------------------------------------------------ | ------------------------------------------------------------ | ------------------------------------------------------------ |
| Datum                                                        | Disziplin                                                    | Erster Platz                                                 | Zweiter Platz                                                | Dritter Platz                                                |
| 8. März 2009                                                 | 42 km Freistil Massenstart                                   | Fabio Santus                                                 | Marco Cattaneo                                               | Curdin Perl                                                  |

| 10. Skilanglauf-Marathon-Cup in Rena – Birkebeinerrennet | 10. Skilanglauf-Marathon-Cup in Rena – Birkebeinerrennet | 10. Skilanglauf-Marathon-Cup in Rena – Birkebeinerrennet | 10. Skilanglauf-Marathon-Cup in Rena – Birkebeinerrennet | 10. Skilanglauf-Marathon-Cup in Rena – Birkebeinerrennet |
| -------------------------------------------------------- | -------------------------------------------------------- | -------------------------------------------------------- | -------------------------------------------------------- | -------------------------------------------------------- |
| Datum                                                    | Disziplin                                                | Erster Platz                                             | Zweiter Platz                                            | Dritter Platz                                            |
| 21. März 2009                                            | 54 km klassisch Massenstart                              | Jerry Ahrlin                                             | Anders Aukland                                           | Stanislav Řezáč                                          |

### Gesamtwertung
| Rang | Name             | Punkte |
| ---- | ---------------- | ------ |
| 001. | Marco Cattaneo   | 535    |
| 02.  | Jerry Ahrlin     | 504    |
| 03.  | Stanislav Řezáč  | 348    |
| 04.  | Daniel Tynell    | 328    |
| 05.  | Anders Aukland   | 315    |
| 06.  | Jörgen Aukland   | 294    |
| 07.  | Bruno Carrara    | 290    |
| 08.  | Tullio Grandelis | 220    |
| 09.  | Aliaksei Ivanou  | 204    |
| 10.  | Thomas Freimuth  | 188    |

| Rang | Name               | Punkte |
| ---- | ------------------ | ------ |
| 11.  | Sergio Bonaldi     | 185    |
| 12.  | Fabio Santus       | 180    |
| 13.  | Oskar Svärd        | 167    |
| 14.  | Audun Laugaland    | 159    |
| 15.  | Andre Haugsbö      | 113    |
| 16.  | Svein Tore Sinnes  | 110    |
| 17.  | Teemu Kattilakoski | 100    |
| 18.  | Philipp Rubin      | 90     |
| 19.  | Svein Olav Utistog | 89     |
| 20.  | Håvard Bjerkeli    | 88     |

| Rang | Name                   | Punkte |
| ---- | ---------------------- | ------ |
| 21.  | Håvard Hansen          | 83     |
| 21.  | Anders Myrland         | 83     |
| 23.  | Christian Hoffmann     | 80     |
| 24.  | Rune Muller            | 74     |
| 25.  | Benoît-Gilles Dufourd  | 72     |
| 26.  | Thomas Alsgaard        | 71     |
| 27.  | Jaak Mae               | 62     |
| 28.  | Curdin Perl            | 60     |
| 29.  | Rickard Andersson      | 56     |
| 30.  | Thomas Magne Henriksen | 53     |

## Frauen

### Resultate
| 1. Skilanglauf-Marathon-Cup in Livigno – La Sgambeda | 1. Skilanglauf-Marathon-Cup in Livigno – La Sgambeda | 1. Skilanglauf-Marathon-Cup in Livigno – La Sgambeda | 1. Skilanglauf-Marathon-Cup in Livigno – La Sgambeda | 1. Skilanglauf-Marathon-Cup in Livigno – La Sgambeda |
| ---------------------------------------------------- | ---------------------------------------------------- | ---------------------------------------------------- | ---------------------------------------------------- | ---------------------------------------------------- |
| Datum                                                | Disziplin                                            | Erster Platz                                         | Zweiter Platz                                        | Dritter Platz                                        |
| 14. Dezember 2008                                    | 42 km Freistil Massenstart                           | Sabina Valbusa                                       | Jenny Hansson                                        | Tatjana Mannima                                      |

| 2. Skilanglauf-Marathon-Cup in Liberec – Isergebirgslauf | 2. Skilanglauf-Marathon-Cup in Liberec – Isergebirgslauf | 2. Skilanglauf-Marathon-Cup in Liberec – Isergebirgslauf | 2. Skilanglauf-Marathon-Cup in Liberec – Isergebirgslauf | 2. Skilanglauf-Marathon-Cup in Liberec – Isergebirgslauf |
| -------------------------------------------------------- | -------------------------------------------------------- | -------------------------------------------------------- | -------------------------------------------------------- | -------------------------------------------------------- |
| Datum                                                    | Disziplin                                                | Erster Platz                                             | Zweiter Platz                                            | Dritter Platz                                            |
| 11. Januar 2009                                          | 50 km klassisch Massenstart                              | Jenny Hansson                                            | Tatjana Mannima                                          | Zuzana Kocumová                                          |

| 3. Skilanglauf-Marathon-Cup in Lienz – Dolomitenlauf | 3. Skilanglauf-Marathon-Cup in Lienz – Dolomitenlauf | 3. Skilanglauf-Marathon-Cup in Lienz – Dolomitenlauf | 3. Skilanglauf-Marathon-Cup in Lienz – Dolomitenlauf | 3. Skilanglauf-Marathon-Cup in Lienz – Dolomitenlauf |
| ---------------------------------------------------- | ---------------------------------------------------- | ---------------------------------------------------- | ---------------------------------------------------- | ---------------------------------------------------- |
| Datum                                                | Disziplin                                            | Erster Platz                                         | Zweiter Platz                                        | Dritter Platz                                        |
| 18. Januar 2009                                      | 60 km Freistil Massenstart                           | Susanna Nevala                                       | Anna Andreeva                                        | Andrea Reithmayr                                     |

| 4. Skilanglauf-Marathon-Cup im Val di Fiemme und Val di Fassa – Marcialonga | 4. Skilanglauf-Marathon-Cup im Val di Fiemme und Val di Fassa – Marcialonga | 4. Skilanglauf-Marathon-Cup im Val di Fiemme und Val di Fassa – Marcialonga | 4. Skilanglauf-Marathon-Cup im Val di Fiemme und Val di Fassa – Marcialonga | 4. Skilanglauf-Marathon-Cup im Val di Fiemme und Val di Fassa – Marcialonga |
| --------------------------------------------------------------------------- | --------------------------------------------------------------------------- | --------------------------------------------------------------------------- | --------------------------------------------------------------------------- | --------------------------------------------------------------------------- |
| Datum                                                                       | Disziplin                                                                   | Erster Platz                                                                | Zweiter Platz                                                               | Dritter Platz                                                               |
| 25. Januar 2009                                                             | 70 km klassisch Massenstart                                                 | Hilde Gjermundshaug Pedersen                                                | Jenny Hansson                                                               | Nina Lintzén                                                                |

| 5. Skilanglauf-Marathon-Cup in Oberammergau – König-Ludwig-Lauf | 5. Skilanglauf-Marathon-Cup in Oberammergau – König-Ludwig-Lauf | 5. Skilanglauf-Marathon-Cup in Oberammergau – König-Ludwig-Lauf | 5. Skilanglauf-Marathon-Cup in Oberammergau – König-Ludwig-Lauf | 5. Skilanglauf-Marathon-Cup in Oberammergau – König-Ludwig-Lauf |
| --------------------------------------------------------------- | --------------------------------------------------------------- | --------------------------------------------------------------- | --------------------------------------------------------------- | --------------------------------------------------------------- |
| Datum                                                           | Disziplin                                                       | Erster Platz                                                    | Zweiter Platz                                                   | Dritter Platz                                                   |
| 1. Februar 2009                                                 | 50 km klassisch Massenstart                                     | Jenny Hansson                                                   | Sandra Hansson                                                  | Nina Lintzén                                                    |

| 6. Skilanglauf-Marathon-Cup in Mouthe – Transjurassienne | 6. Skilanglauf-Marathon-Cup in Mouthe – Transjurassienne | 6. Skilanglauf-Marathon-Cup in Mouthe – Transjurassienne | 6. Skilanglauf-Marathon-Cup in Mouthe – Transjurassienne | 6. Skilanglauf-Marathon-Cup in Mouthe – Transjurassienne |
| -------------------------------------------------------- | -------------------------------------------------------- | -------------------------------------------------------- | -------------------------------------------------------- | -------------------------------------------------------- |
| Datum                                                    | Disziplin                                                | Erster Platz                                             | Zweiter Platz                                            | Dritter Platz                                            |
| 8. Februar 2009                                          | 54 km Freistil Massenstart                               | Karine Laurent Philippot                                 | Émilie Vina                                              | Natascia Leonardi Cortesi                                |

| 7. Skilanglauf-Marathon-Cup in Otepää – Tartu Maraton | 7. Skilanglauf-Marathon-Cup in Otepää – Tartu Maraton | 7. Skilanglauf-Marathon-Cup in Otepää – Tartu Maraton | 7. Skilanglauf-Marathon-Cup in Otepää – Tartu Maraton | 7. Skilanglauf-Marathon-Cup in Otepää – Tartu Maraton |
| ----------------------------------------------------- | ----------------------------------------------------- | ----------------------------------------------------- | ----------------------------------------------------- | ----------------------------------------------------- |
| Datum                                                 | Disziplin                                             | Erster Platz                                          | Zweiter Platz                                         | Dritter Platz                                         |
| 15. Februar 2009                                      | 63 km klassisch Massenstart                           | Sandra Hansson                                        | Hilde Gjermundshaug Pedersen                          | Zuzana Kocumová                                       |

| 8. Skilanglauf-Marathon-Cup in Sälen – Wasalauf | 8. Skilanglauf-Marathon-Cup in Sälen – Wasalauf | 8. Skilanglauf-Marathon-Cup in Sälen – Wasalauf | 8. Skilanglauf-Marathon-Cup in Sälen – Wasalauf | 8. Skilanglauf-Marathon-Cup in Sälen – Wasalauf |
| ----------------------------------------------- | ----------------------------------------------- | ----------------------------------------------- | ----------------------------------------------- | ----------------------------------------------- |
| Datum                                           | Disziplin                                       | Erster Platz                                    | Zweiter Platz                                   | Dritter Platz                                   |
| 1. März 2009                                    | 90 km klassisch Massenstart                     | Sandra Hansson                                  | Jenny Hansson                                   | Nina Lintzén                                    |

| 9. Skilanglauf-Marathon-Cup in Samedan – Engadin Skimarathon | 9. Skilanglauf-Marathon-Cup in Samedan – Engadin Skimarathon | 9. Skilanglauf-Marathon-Cup in Samedan – Engadin Skimarathon | 9. Skilanglauf-Marathon-Cup in Samedan – Engadin Skimarathon | 9. Skilanglauf-Marathon-Cup in Samedan – Engadin Skimarathon |
| ------------------------------------------------------------ | ------------------------------------------------------------ | ------------------------------------------------------------ | ------------------------------------------------------------ | ------------------------------------------------------------ |
| Datum                                                        | Disziplin                                                    | Erster Platz                                                 | Zweiter Platz                                                | Dritter Platz                                                |
| 8. März 2009                                                 | 42 km Freistil Massenstart                                   | Seraina Mischol                                              | Hilde Gjermundshaug Pedersen                                 | Susanne Nyström                                              |

| 10. Skilanglauf-Marathon-Cup in Rena – Birkebeinerrennet | 10. Skilanglauf-Marathon-Cup in Rena – Birkebeinerrennet | 10. Skilanglauf-Marathon-Cup in Rena – Birkebeinerrennet | 10. Skilanglauf-Marathon-Cup in Rena – Birkebeinerrennet | 10. Skilanglauf-Marathon-Cup in Rena – Birkebeinerrennet |
| -------------------------------------------------------- | -------------------------------------------------------- | -------------------------------------------------------- | -------------------------------------------------------- | -------------------------------------------------------- |
| Datum                                                    | Disziplin                                                | Erster Platz                                             | Zweiter Platz                                            | Dritter Platz                                            |
| 21. März 2009                                            | 54 km klassisch Massenstart                              | Hilde Gjermundshaug Pedersen                             | Sandra Hansson                                           | Jenny Hansson                                            |

### Gesamtwertung
| Rang | Name                         | Punkte |
| ---- | ---------------------------- | ------ |
| 01.  | Jenny Hansson                | 518    |
| 02.  | Sandra Hansson               | 360    |
| 02.  | Hilde Gjermundshaug Pedersen | 360    |
| 04.  | Nina Lintzén                 | 230    |
| 05.  | Jannike Irene Östby          | 162    |
| 06.  | Susanna Nevala               | 145    |
| 07.  | Tatjana Mannima              | 140    |
| 08.  | Natascia Leonardi Cortesi    | 130    |

| Rang | Name                     | Punkte |
| ---- | ------------------------ | ------ |
| 09.  | Zuzana Kocumová          | 120    |
| 10.  | Émilie Vina              | 106    |
| 11.  | Karine Laurent Philippot | 100    |
| 11.  | Seraina Mischol          | 100    |
| 11.  | Sabina Valbusa           | 100    |
| 14.  | Anu Tähtinen             | 72     |
| 15.  | Susanne Nyström          | 60     |
| 15.  | Pia Sundstedt            | 60     |

| Rang | Name                       | Punkte |
| ---- | -------------------------- | ------ |
| 17.  | Sofia Bleckur              | 50     |
| 17.  | Élodie Bourgeois-Pin       | 50     |
| 17.  | Antonella Confortola Wyatt | 50     |
| 20.  | Ursina Badilatti           | 45     |
| 20.  | Jana Jetmarova             | 45     |
| 22.  | Ulrica Persson             | 45     |
| 22.  | Ann Jori Romundstad        | 45     |
| 22.  | Natalja Sernowa            | 45     |